# 國母站
國母站（日语：／ Kokubo eki */?）是位於山梨縣中巨摩郡昭和町，屬於東海旅客鐵道（JR東海）的身延線車站。此站是中央新幹線的預計轉乘站之一，其他候選轉乘站包括市川大門站等。

## 歷史
- 1928年（昭和3年）3月30日：富士身延鐵道市川大門至甲府之間開通，此站啟用[1]。為一般車站。
- 1938年（昭和13年）10月1日：富士身延鐵道借給鐵道省使用，成為身延線[1]。
- 1941年（昭和16年）5月1日：富士身延鐵道正式國有化[1]。
- 1960年（昭和35年）11月1日：結束貨物起卸業務。
- 1983年（昭和58年）6月1日：成為無人車站。
- 1987年（昭和62年）4月1日：伴隨國鐵分割民營化，車站由東海旅客鐵道（JR東海）營運[1]。

## 車站構造

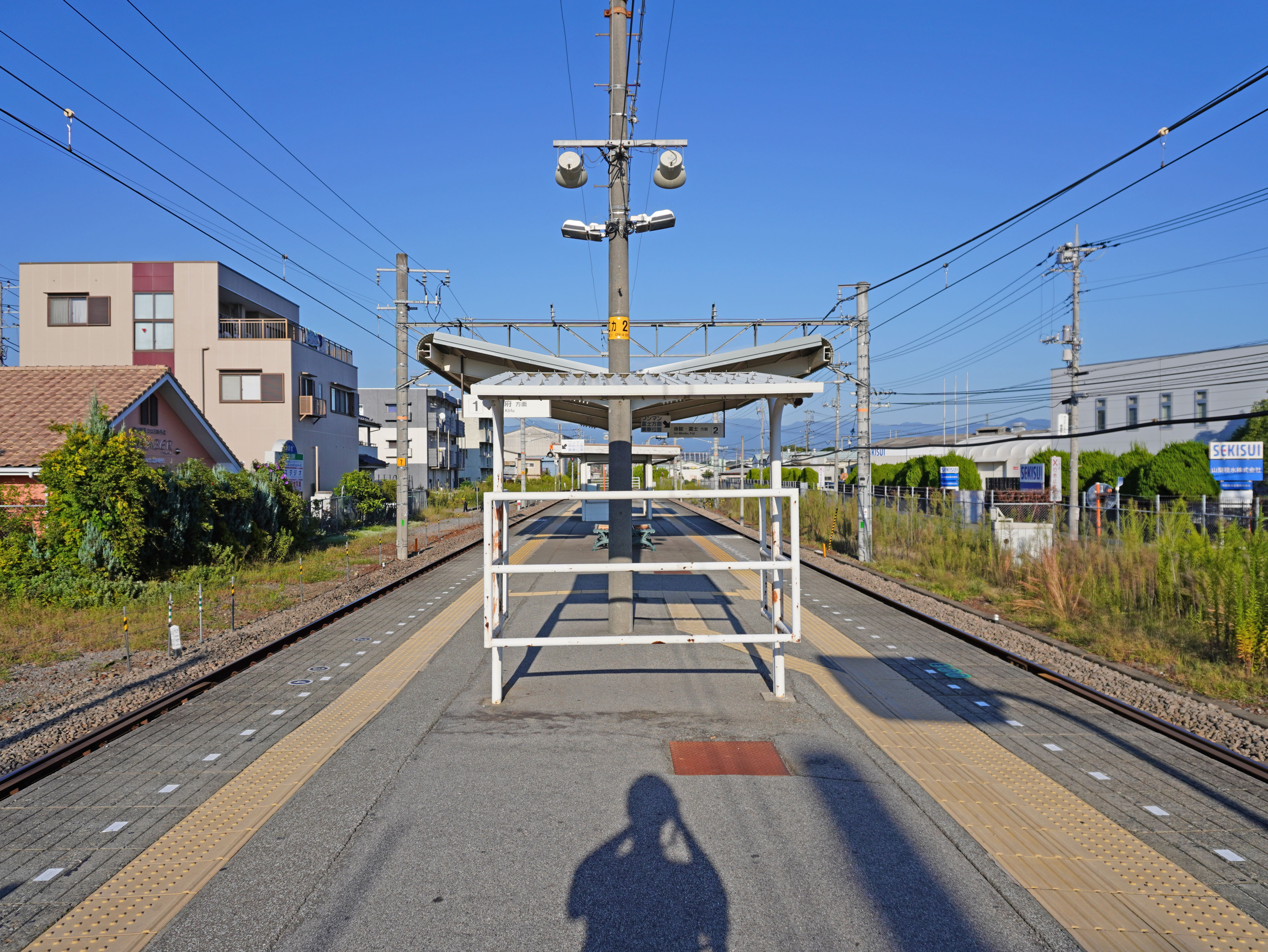
月台（2022年10月）

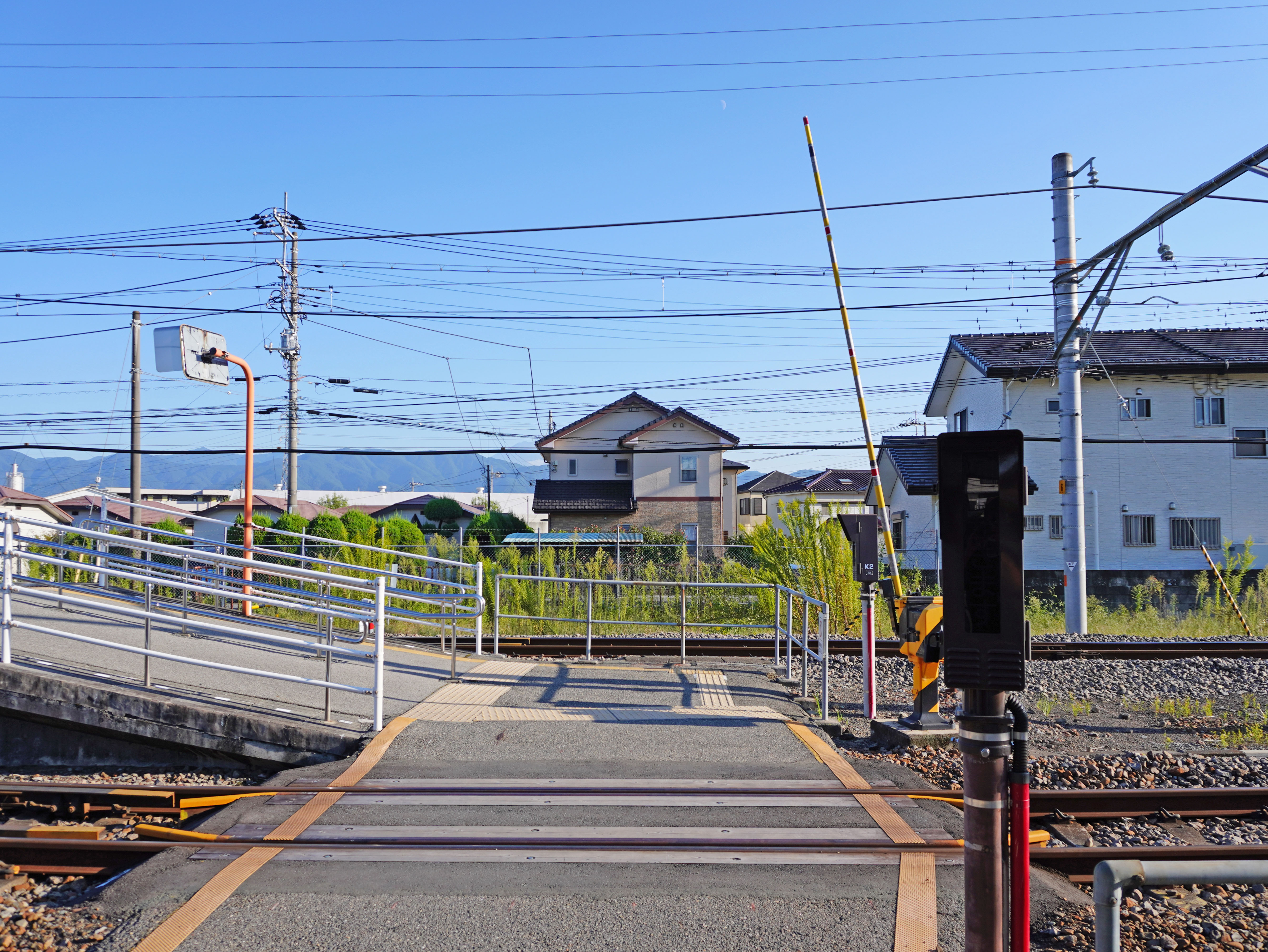
平交道（2022年10月）

本站是地面車站，設有1面2線的島式月台。靠近站房的是1號月台（甲府方向），對面則是2號月台（富士方向）。站內設有1條側線，並且只連接甲斐住吉一方。
月台靠近常永一方設有斜道，並連接站內平交道（設有遮斷機和警報機），越過平交道後便到達站房。本站坐落在昭和町和甲府市的邊界，月台大部分位置是在甲府市內，但是由於站房位於昭和町內，正式的地址也是在昭和町內。
本站的站房是一座混凝土製的簡單建築物，為建於1999年（平成11年）8月建的第2代站房，第1代站房則是在本站啟用時開始使用的木造站房。站內設有候車室和小型櫃臺，但櫃臺現時已關閉。此站是由南甲府站管理的無人車站，站內沒有設置自動售票機，因此無法購買車票。在毎年8月7日於市川三鄉町舉行神明之煙花大會當日，此站會臨時開設櫃臺售賣車票。

### 月台
| 月台 | 路線   | 上下行 | 方向           |
| ---- | ------ | ------ | -------------- |
| 1    | 身延線 | 下り   | 甲府方向       |
| 2    | 身延線 | 上行   | 身延、富士方向 |

## 使用狀況
以下為近年1日乘車人次列表：
| 乘車人次變化 | 乘車人次變化     | 乘車人次變化 |
| 年度         | 1日平均 乘車人次 |              |
| ------------ | ---------------- | ------------ |
| 2006         | 313              |              |
| 2007         | 343              |              |
| 2008         | 373              |              |
| 2009         | 351              |              |
| 2010         | 356              |              |
| 2011         | 340              |              |
| 2012         | 351              |              |
| 2013         | 385              |              |
| 2014         | 410              |              |
| 2015         | 426              |              |
| 2016         | 438              |              |
| 2017         | 429              |              |

## 車站周邊
上述提及，車站橫跨昭和町和甲府市兩地。而車站名稱「國母」取自甲府市內的地名。
在1970年代，車站附近的國母工業團地建成。車站位於甲府市郊南邊，設有住宅區，於車站南邊500米處設有多間工場。
站前設有國母觀光自動車的的士站，經常設有的士於站前等待乘客。
- 國母站前郵局
- 甲府市立大國小學
- 甲府市立上條中學
- 京葉（日语：ケーヨー）D2 國母店
- Cainz（日语：カインズ）家居 甲府昭和店
- Super AutobacsS甲府
- 山梨信用金庫（日语：山梨信用金庫） 國母分店
- 中央自動車道 甲府昭和交匯處（日语：甲府昭和インターチェンジ）
- 昭和巴士站（日语：昭和バスストップ）（步行15分鐘，設有中央高速巴士（日语：中央高速バス）停靠）
- 國道20號（甲府繞道（日语：甲府バイパス））
- 甲府市中央批發市場（在平成23年4月1日起遷移至甲府市地方批發市場）
- 國母工業團地（日语：国母工業団地）
- Across Plaza国母（荻野（日语：オギノ）國母店、麥當勞國母店、Sundrug國母店、眼鏡超級甲府SC店等）

## 巴士路線
站前設有迴旋路，但是由於車站附近比較狹窄，因此沒有巴士駛入迴旋路。最近的巴士站是在站前道路兩個燈口外的「國母站入口」巴士站。
| 巴士站     | 巴士站 | 系統                                   | 主要途經                               | 目的地       | 巴士公司     | 備註 |
| ---------- | ------ | -------------------------------------- | -------------------------------------- | ------------ | ------------ | ---- |
| 國母站入口 |        | 53                                     | 國母小學、千秋橋、甲府站               | 縣立中央醫院 | 山交市鎮客車 |      |
| 國母站入口 | 56     | 國母小學、千秋橋、甲府站、縣立中央醫院 | 敷島營業所                             | 山梨交通     |              |      |
| 國母站入口 |        | 53                                     | 山之神入口、花輪、淺原、南湖小學、青柳 | 鰍澤營業所   | 山交市鎮客車 |      |
| 國母站入口 | 56     | 常永站                                 | 山梨大學醫學部附屬醫院                 | 山梨交通     |              |      |

## 相鄰車站
東海旅客鐵道（JR東海）
 身延線
常永－國母－甲斐住吉

## 注腳
1. 1 2 3 4 5  曾根悟（監修）. 朝日新聞出版分冊百科編集部（編集） , 编. . 週刊 歴史でめぐる鉄道全路線 国鉄・JR (朝日新聞出版). 2009-07-26, (3): 22–23 （日语）.
2. 1 2  用車站時間表的方向資訊。詳情參見JR東海官方網站的各站時間表 （页面存档备份，存于）（截至2015年1月）。
3. ↑  「山梨縣統計年鑑」